# اللغة المونتنغرية
اللغة المونتينيغرية أو لغة الجبل الأسود (بالصربية الكرواتية: Црногорски језик) هي مجموعة متنوعة مقياسية متفرعة من اللغة الصربية الكرواتية تُستعمل في الجبل الأسود ومواطنيه المغتربين في الشتات. تقوم هذه اللغة على اللهجة الشتوكافية أنها هي اللغة الرسمية للبلد.
منذ العام 2004 المجمع الأدبي والأكاديمي للجبل الأسود بدأ ببطئ بالترويج لفكرة إنشاء معهد للغة الجبل الأسود يخدم العامة ، وهذه الحركة تعود أصولها إلى عام 1993 أثناء سقوط الشيوعية.
اعتباراً من 2006 تم إعلان استقلال دولة الجبل الأسود وأصبحت اللغة الرسمية في جمهورية الجبل الأسود في الدستور الجديد في 22 تشرين الأول 2007 هي اللغة المونتنغرية.

## أبجدية اللغة
المؤيدون لانفصال جمهورية الجبل الأسود يفضلون الاستعمال الحصري للأبجدية اللاتينية في كتابة هذه اللغة بدلاً من استعمال الأبجدية السريلية.
- Abeceda: A B C Č Ć D Dž Đ E F G H I J K L Lj M N Nj O P R S Š Ś T U V Z Ž Ź
- Azbuka: А Б В Г Д Ђ Е Ж З З́ И Ј К Л Љ М Н Њ О П Р С С́ Т Ћ У Ф Х Ц Ч Џ Ш

## وصلات خارجية
- "ماهي اللغة التي يتكلم بها سكان الجبل الأسود"
- "Govorite li crnogorski?" 4 March 2000.
- Montenet.org: اللغات في الجبل الأسود
- اللغة المونتنغرية